# Sericorema humbertiana
Sericorema humbertiana är en amarantväxtart som beskrevs av Alberto Judice Leote Cavaco. Sericorema humbertiana ingår i släktet Sericorema och familjen amarantväxter. Inga underarter finns listade i Catalogue of Life.